# Die Perlen der Cleopatra
Die Perlen der Cleopatra (svenska: Kleopatras pärlor) är en österrikisk wieneroperett i tre akter med musik av Oscar Straus och med ett libretto av Julius Brammer och Alfred Grünwald. 

## Historia
Premiären ägde rum den 17 november 1923 på Theater an der Wien i Wien  och den tyska premiären den 22 mars 1924 i Theater am Nollendorfplatz i Berlin. Huvudrollerna sjöngs och spelades av Fritzi Massary som Cleopatra och Richard Tauber som Silvius; Rollen som Marcus Antonius framfördes av Massarys make Max Pallenberg i Wien och Hans Albers i Berlin. Den engelska premiären ägde rum den 2 juni 1925 på Daly's Theatre i London med Evelyne Lanei i titelrollen. Under Nazitiden var verket förbjudet men på 1950-talet uppstod en politisk och erotisk laddad version iscensatt av Oscar Straus son Erwin. Ytterligare en version, med förnyat politisk aktualitet, hade premiär den 31 december 1957 och utvidgades till att omfatta fler personer och berikades med jazzarrangemang.

## Personer
- Cleopatra, drottning av Egypten
- Beladonis, prins av Syrien
- Silvius, en romersk officer
- Pampylus, minister
- Charmian, en hovdam
- Kophra, en rebell
- Marcus Antonius, triumfator

## Handling
Tid och plats: 100-århundradet f.Kr i Alexandria
Akt I
Tidigt på morgonen går den syriske prinsen Beladonis in i slottet till den egyptiska drottningen Cleopatra. Han kommer under diplomatisk förevändning och vill prata med Cleopatra direkt. Pampylos, den egyptiska premiärministern, lär honom  först lite hovetikett och meddelar sedan drottningens ankomst. Hon har inte sovit bra, verkar på dåligt humör och är inte intresserad av politik. Dessutom frågar hon sin minister vad stjärnorna säger. Den listiga Pampylos vet vad hans älskarinna vill höra och ger henne ett bra horoskop.
Under tiden väntar en annan främling. Det här är officeren Silvius som kommit för att överlämna ett meddelande från Rom. Silvius är den hemliga älskaren till Charmian, Cleopatras hovdam. Han anländer för att hos Cleopatra be om sin dams hand. Men när hon ser den stiliga romaren har hon bara en önskan: att se honom vid sina fötter. Hon förför honom och får honom att glömma Charmian. Nu vill hon se vad han är värd. Hon lägger två pärlor som löses upp i det vin hon serverar honom. Snart beviljar Silvius alla Cleopatras önskemål. Så att han alltid ska vara med henne utser hon honom till palatsvakt.
Akt II
Beladonis kan inte förstå varför Egyptens drottning låter honom att vänta så länge. För att ge den arge lite variation leder Pampylos honom till ett hus där vackra kvinnor bara väntar på att tillgodose de erotiska önskningarna hos sina manliga kunder. Helt andra bekymmer plågar romaren. Om han var tillräckligt bra för drottningen igår är hon inte alls nöjd med hans sexuella prestation idag. Han känner att Cleopatra har tröttnat på honom. Hämndstankar gror i honom. När han hör att en grupp upprorsmakare vill störta Cleopatra går han med rebellerna. Men palatsvakten lyckas krossa kuppen. Alla upploppsmän är fängslas.
Akt III
Pampylos rapporterar till sin chef att den romerske triumfatorn Marcus Antonius just har kommit in i hamnen med sin flotta. Hans ankomst till palatset väntas snart. Under dessa omständigheter anser Cleopatra inte längre att det är lämpligt att hålla den romerske Silvius fånge. På nolltid kommer han att bli benådad och släppt fri.
Liksom Caesar en gång kan Marcus Antonius inte motstå förförelsen av denna vackra kvinna. Han följer gärna in i hennes privata lägenhet och dricker det läckra vin som tillhandahålls där, i vilken Cleopatra redan har löst upp en av sina kärlekspärlor som en försiktighetsåtgärd.

## Musik (urval)
Akt 1
- Die Königin ist erwacht (kör)
- Meine kleine Liebesflöte (Prins Beladonis)
- Mir fehlt nichts als ein kleiner ägyptischer Flirt (Cleopatra)
- Die Liebe ist doch nur ein süßer Schwindel (Hovamen Charmian)
- Ich bring mein Herz dir zärtlich entgegen (Cleopatra)
- Immer einsam und allein (Cleopatra)

Akt 2
- O Land der Pharaonen (kör)
- Für euch allein muss es geschehen (Pampylos)
- Ja, so ein Frauenherz (Cleopatra)
- Zu meinen Füßen will ich sie nur einmal sehen (Silvius)
- So wahr ich bin Cleopatra (Cleopatra)

Akt 3
- Ich bring mein Herz dir zärtlich entgegen (Repris)
- Ach Anton, steck den Degen ein (Cleopatra)
- Immer einsam und allein (Final – Ensemble)